# Diplôme national de master
Pour les articles homonymes, voir Master.
En France, le diplôme national de master, abrévié master ([ma.stœr] ) et parfois désigné par le sigle DNM, est un diplôme délivré par un établissement public d'enseignement supérieur comme une université, deux ans après l'obtention du diplôme national de licence. Il vaut 120 ECTS et confère le grade du même nom.
Dans le système éducatif français, le master est à la fois un diplôme national de l’enseignement supérieur et un grade universitaire, validant le deuxième cycle de l’enseignement supérieur, soit cinq années d’études après le baccalauréat. C'est un diplôme professionnalisant pour des emplois de niveau cadre (professions intellectuelles) et qui permet de poursuivre vers le diplôme national de doctorat.
Le grade de master peut être délivré par des établissements non universitaires comme les écoles d’ingénieurs ou les établissements d'enseignement supérieur privés. Le nom « master » s’inspire du master’s degree.

## Histoire
Durant l’existence de l’Université impériale, trois grades sont mis en place : le baccalauréat, la licence et le doctorat. Cette gradation est ensuite peu à peu oubliée.
Créée en 1966, la maîtrise est délivrée au terme du deuxième cycle des études supérieures universitaires. Les étudiants titulaires d’une licence de droit obtenue alors en quatre ans se voient conférer automatiquement une maîtrise. Ils peuvent alors poursuivre des études au sein d’un troisième cycle menant soit en un an à un diplôme d'études supérieures spécialisées (créé en 1977), afin d'« acquérir des connaissances approfondies dans des domaines particuliers complémentaires de la formation dispensée en deuxième cycle ainsi que d’acquérir des techniques destinées à favoriser l’exercice d’un type d’activité déterminé », soit au doctorat après une année d’enseignement d’approfondissement et de stage d’initiation à la recherche menant au diplôme d'études approfondies (créé en 1964 en sciences et 1974 dans les autres disciplines), puis normalement trois années de recherche conduisant à la rédaction d’une thèse.
En 1998, le rapport Pour un modèle européen d'enseignement supérieur de Jacques Attali propose la création d’une « nouvelle maîtrise ». Puis la déclaration de Bologne le 19 juin 1999 vise à construire un « espace européen de l'enseignement supérieur ». Quelques mois plus tard, sous le ministère de Claude Allègre, un mastaire est créé en tant que grade universitaire, et s’ajoute aux grades préexistant. Son but est « de rassembler sous une appellation unique un ensemble de diplômes et de titres, de niveau comparable, délivrés au nom de l’État et bénéficiant de sa garantie ». Il est conféré aux titulaires d’un diplôme d’études supérieures spécialisées (DESS), d’un diplôme d’études approfondies (DEA), ou d’un diplôme d’ingénieur. En 2001, certaines écoles de commerce obtiennent le droit de le dispenser, sous contrôle de la Commission d’évaluation des formations et diplômes de gestion.
Le positionnement de ce grade est réaffirmé en 2002 par Jack Lang, avec la réforme LMD qui structure toutes les formations de l’enseignement supérieur avec les grades de licence, master (le grade de mastaire disparaît alors) et doctorat,. Dans le même temps, le diplôme national de master est créé, délivrant le grade de master,. Le master professionnel remplace le diplôme d’études supérieures spécialisées et le master recherche remplace le diplôme d’études approfondies. La maîtrise existe toujours formellement sous la forme d’un diplôme intermédiaire. Le diplôme de master délivré par les universités peut aussi être délivrés par une université conjointement avec une école d’ingénieur.
Par la loi relative aux libertés et responsabilités des universités de 2007, le grade de master est institué deuxième cycle de l’enseignement supérieur. En 2013, la loi relative à l'enseignement supérieur et à la recherche punit l’utilisation non autorisée du terme « master », ce qui est déjà le cas des appellations « universités », « baccalauréat », « licence », « doctorat ». En 2014, un cadre national des formations définit la délivrance des diplômes nationaux de licence, de licence professionnelle et de master, et abroge dans l'arrêté du 25 avril 2002 l'article 2 qui différenciait un master professionnel et un master recherche, il n'y a plus qu'un master.

## Enseignement et mémoire
Le deuxième cycle associe formation générale et formation professionnelle, et doit permettre aux étudiants de compléter leurs connaissances, d’approfondir leur culture et les initier à la recherche scientifique. La formation dispensée en vue du diplôme national de master comprend des enseignements théoriques, méthodologiques et appliqués et comprend obligatoirement une ou plusieurs périodes d'expérience professionnelle (stages, contrats, service civique, etc.). Elle comprend également une initiation à la recherche et, notamment, la rédaction d’un mémoire ou d’autres travaux d’études personnels. Le diplôme de master valide également l’aptitude à maîtriser au moins une langue vivante étrangère.
En 2010, les diplômes de master destinés à former aux métiers de l’enseignement (professeurs des premier et second degrés, professeur documentaliste et conseiller principal d'éducation avant qu’ils ne passent les concours) font leur apparition.

### Organisation
Le diplôme de master n'est délivré que par les établissements publics à caractère scientifique, culturel et professionnel (EPSCP). Il peut faire l’objet d’une cohabilitation entre un EPSCP et un autre établissement public d’enseignement supérieur. De même, seules les universités peuvent délivrer le diplôme intermédiaire de la maîtrise à la fin de la première année.
Le diplôme de master sanctionne un niveau correspondant à l’obtention de 120 crédits européens (ECTS). D’après le principe sur lequel repose le système européen de transfert et d'accumulation de crédits, selon lequel le travail à fournir par un étudiant à plein temps pendant une année universitaire correspond à soixante crédits, la préparation du master dure deux années universitaires (ou quatre semestres) après l’obtention de la licence ; cette durée n’est cependant pas explicitement énoncée par les textes réglementaires. Il est parfois utilisé les termes de M1 ou master 1 pour désigner la première année (se rapportant à l'ancienne maîtrise), et M2 ou master 2 pour désigner la deuxième année (se rapportant aux anciens DESS et DEA); mais le diplôme de master est bien un diplôme indivisible de 2 années.
Le contenu des enseignements, les modalités de contrôle des connaissances, d’entrée et de progression sont définies par chacune des universités. Au terme du contrat d'établissement, celles-ci soumettent à accréditation leur offre de formation auprès du ministère chargé de l'enseignement supérieur et de la recherche. Les programmes de master maintiennent l'équilibre entre des enseignements théoriques, méthodologiques, pratiques et appliqués (arrêté du 1er août 2011). La place de la période d'expérience professionnelle (PEP) est rendue obligatoire en master (soit en 1re, soit en 2e année). Cette période d'expérience professionnelle (stage de 6 mois généralement) est souvent placée au quatrième et dernier semestre, soit en entreprise, soit en laboratoire de recherche, donnant lieu à la rédaction d’un mémoire dont l'évaluation est désormais obligatoire. Le master peut aussi être validé en alternance.
Pour accéder au diplôme de master, les étudiants doivent posséder le diplôme national conférant le grade de licence dans un domaine compatible avec celui du diplôme national de master, ou le cas échéant passer une procédure de validation des acquis.

Contrairement à la licence, la possibilité de seconde session d’examen, de compensation ou de redoublement n’est pas mentionnée dans le texte réglementaire.
| Nom du diplôme (niv. RNCP/ CEC, sauf (-)) | Années                                          |                                                          | |               |            |                    |                      |                           |                         |                         |                         |                         |                   |                       |                             |  |  |  |          |
| Nom du diplôme (niv. RNCP/ CEC, sauf (-)) | 9 et +                                          |                                                          | DE Médecin DES (-)                                                                                                  | HDR (-)       |            |                    |                      |                           |                         |                         |                         |                         |                   |                       |                             |  |  |  | DESV (-) |
| Nom du diplôme (niv. RNCP/ CEC, sauf (-)) | +8                                              | Doctorat (8)                                             | DE Médecin DES (-)                                                                                                  | DSA DPEA (-)  | DEC (-)    |                    |                      |                           |                         |                         |                         |                         |                   |                       |                             |  |  |  | DESV (-) |
| Nom du diplôme (niv. RNCP/ CEC, sauf (-)) | +7                                              | Doctorat (8)                                             | DE Médecin DES (-)                                                                                                  | DSA DPEA (-)  | DEC (-)    |                    |                      |                           |                         |                         |                         |                         |                   |                       |                             |  |  |  | DESV (-) |
| Nom du diplôme (niv. RNCP/ CEC, sauf (-)) | +6                                              | Doctorat (8)                                             | DE Dentaire (-) DE Pharmacie (-) DFASM (7)                                                                          | HMONP (-)     | DEC (-)    | DE Vétérinaire (-) |                      |                           |                         |                         |                         |                         |                   |                       |                             |  |  |  |          |
| Nom du diplôme (niv. RNCP/ CEC, sauf (-)) | +5                                              | DFASO DFASP DEMK DESF (7)                                | Master (7) | DEA (7)       | DSCG (7)   | DNSEP(7) DSAA (-)  | CCO DE IA DE IPA (7) | CA (7) CNSMD(7) CNSAD (-) | MSc MBA MS Diplovis (-) | ENC (-) ENS (-) INP (-) | ENS (-) IAE (7) ESC (-) | EI (7) ENS (-) DEFV (7) |                   |                       |                             |  |  |  |          |
| Nom du diplôme (niv. RNCP/ CEC, sauf (-)) | +4                                              | DFASO DFASP DEMK DESF (7)                                | Master (7) | DEA (7)       | DSCG (7)   | DNSEP(7) DSAA (-)  | CCO DE IA DE IPA (7) | CA (7) CNSMD(7) CNSAD (-) | MSc MBA MS Diplovis (-) | ENC (-) ENS (-) INP (-) | ENS (-) IAE (7) ESC (-) | EI (7) ENS (-) DEFV (7) |                   |                       |                             |  |  |  |          |
| Nom du diplôme (niv. RNCP/ CEC, sauf (-)) | +3                                              | DFGSM DFGSO DFGSP DFGSMa (6)                             | Licence (6) | LP BUT (6)    | DEEA (6)   | DCG (6)            | DN MADE DNA (6)      | DE I (6) IFPS IRFSS (-)   | DNSP (6)                | ENC (-) ENS (-) INP (-) | ENS (-) IAE (7) ESC (-) | EI (7) ENS (-) DEFV (7) | IRTS (3-6)        | Bachelor Diplovis (-) |                             |  |  |  |          |
| Nom du diplôme (niv. RNCP/ CEC, sauf (-)) | +2                                              | DFGSM DFGSO DFGSP DFGSMa (6)                             | Licence (6) | LP BUT (6)    | DEEA (6)   | DCG (6)            | DN MADE DNA (6)      | DE I (6) IFPS IRFSS (-)   | DNSP (6)                | BTS (5)                 | AL/BL LSH (-)           | ECG D1 D2 (-)           | IRTS (3-6)        | Bachelor Diplovis (-) | BC MP PC PSI PT MPI TSI (-) |  |  |  |          |
| Filière, discipline ou spécialité         | +1                                              | L.AS PASS (-)                                            | Licence (6) | LP BUT (6)    | DEEA (6)   | DCG (6)            | DN MADE DNA (6)      | DE I (6) IFPS IRFSS (-)   | DNSP (6)                | BTS (5)                 | AL/BL LSH (-)           | ECG D1 D2 (-)           | IRTS (3-6)        | Bachelor Diplovis (-) | BC MP PC PSI PT MPI TSI (-) |  |  |  |          |
| Filière, discipline ou spécialité         |                                                 | Médecine Odontologie Pharmacie Maïeutique Kinésithérapie | Arts - Commerce, économie - Droit - Enseignement - Lettres et langues - Sciences humaines - Sciences et technologie | Pro ou Techno | Architecte | Comptabilité       | Arts Design Mode     | Paramédical et santé      | Musique Danse Comédie   | Social Sports           | Libre Technique         | STS                     | Lettres           | Économie              | Scientifique                |  |  |  |          |
| Filière, discipline ou spécialité         | Université, École délivrant un diplôme national | Université, École délivrant un diplôme national          | Université, École délivrant un diplôme national                                                                     | École         | École      | École              | École                | École                     | École                   | École Privée            | École, Lycée CPGE       | École, Lycée CPGE       | École, Lycée CPGE | École, Lycée CPGE     |                             |  |  |  |          |

### Mémoire
Le travail d'un étudiant de Master, s'il est une recherche originale, ne peut prendre le nom de thèse car l'étudiant n'invente généralement pas un concept ou une théorie nouvelle à ce niveau. Le terme de mémoire est alors couramment employé, puisqu'il répond bien au sujet : exposer un fait, une recherche, dans un format plus liminaire qu'une thèse.
La poursuite de l'apprentissage du travail de la recherche implique pour les étudiants la rédaction d'un second mémoire, en Master (ancien DEA). Celui-ci est souvent l'étude de faisabilité d'une thèse. Il est, lui aussi, d'un format assez réduit et expose les outils qui permettront éventuellement à l'étudiant de se lancer dans une thèse. Pour un M2 en sciences sociales ou en littérature, le mémoire comprend la description des sources qui vont permettre le futur travail de thèse, la bibliographie nécessaire, l'exposé de la problématique et la réponse dans le thème défini par l'étudiant et un ou deux essais de chapitres rédigés, qui montrent comment la problématique, les sources et la bibliographie peuvent conduire à un véritable travail de recherche originale. La rédaction d'un mémoire de recherche est ainsi un rituel de passage souvent incontournable dans le cursus universitaire classique actuel. Il conclut souvent le second cycle d'études supérieures et marque une rupture avec les précédentes réflexions élaborées lors du premier cycle.
En revanche, on parle rarement de mémoire de thèse, celui-ci étant trop volumineux, et l'usage veut qu'on qualifie de thèse l'ouvrage en lui-même. On peut trouver des ouvrages aidant à la compréhension de la démarche de recherche en elle-même grâce aux références bibliographiques en bas de page du mémoire.
Depuis l'arrivée d'internet, plusieurs sites  web offrent la possibilité de partager les mémoires de fin d'études avec les étudiants ou même de les vendre.
L'étudiant peut choisir lors de sa deuxième année de Master de partir en stage ou en alternance. Dans ce cas, il n'aura pas de mémoire universitaire à rendre mais un mémoire de stage, équivalent d'un rapport de stage, répertoriant toutes les activités qu'il a effectuées durant son immersion dans le monde professionnel. Ce dernier devra aussi être soutenu devant un jury à l'instar du mémoire universitaire.

## Domaines et mentions de master
Depuis la réforme LMD, les masters sont classés en domaines, mentions et parcours (exemple : master en « Sciences, technologies, santé », mention « Chimie », parcours « Procédés industriels durables »). Les parcours étaient autrefois appelés spécialités. Les domaines sont choisis par chaque université, d'abord librement (premières habilitations 2003-2006) puis, à partir de 2007, dans une liste de quatre domaines nationaux, qui est figée par le cadre national des formations en 2014 :
- arts, lettres, langues ;
- droit, économie, gestion ;
- sciences humaines et sociales ;
- sciences, technologies, santé.

En 2013, 7 700 masters étaient enseignés, dont 1 841 mentions et 5 806 parcours.
À partir de 2014, les mentions de masters deviennent strictement réglementées au niveau national et doivent être choisies parmi les 253 de la liste placée en annexe de l'arrêté du 4 février 2014 fixant la nomenclature des mentions du diplôme national de master (cf. ci-dessous). Les mentions de masters déjà existantes doivent obligatoirement évoluer vers celles de cette liste. Néanmoins, au sein de ces mentions, les parcours demeurent libres et au choix des universités.
En dix ans entre 2014 et 2024, le nombre de jeunes entrant sur le marché du travail avec un diplôme de master a doublé. Dans une étude publiée en septembre 2024, le Céreq a étudié les premières années de vie active de ces diplômés. L'analyse montre que leurs parcours professionnels varient selon leur spécialité de formation, remettant en question l'idée d'une insertion homogène pour les titulaires d’un master. Ainsi, les diplômés en Informatique et Réseaux ainsi qu'en Finance et Banque connaissent les meilleures insertions : respectivement 59 % et 54 % d'entre eux suivent la trajectoire la plus favorable. À l'opposé, seuls 7 % des diplômés en Arts et Lettres et 6% en Éducation et Formation empruntent cette voie. Les écarts de salaire sont également marqués : 2 480 € en moyenne pour la Finance et Banque contre 1 720 € pour Éducation et Formation.

### Mentions de masters en arts, lettres, langues
- Arts
- Arts de la scène et du spectacle vivant
- Arts plastiques
- Arts, lettres et civilisations
- Audiovisuel, médias interactifs numériques, jeux
- Cinéma et audiovisuel
- Création artistique
- Création littéraire
- Création numérique
- Danse
- Design
- Didactique des langues
- Direction de projets ou établissements culturels
- Études culturelles
- Esthétique
- Français langue étrangère
- Humanités et industries créatives
- Industries culturelles
- Langues et sociétés
- Langues étrangères appliquées
- Langues, littératures et civilisations étrangères et régionales
- Lettres
- Lettres et humanités
- Littérature générale et comparée
- Métiers du livre et de l'édition
- Mode
- Muséologie, muséo-expographie
- Musicologie
- Patrimoine et musées
- Sciences du langage
- Théâtre
- Traduction et interprétation
- Traitement automatique des langues

### Mentions de masters en droit, économie, gestion
- Actuariat
- Administration économique et sociale
- Administration et échanges internationaux
- Administration et liquidation d'entreprises en difficulté
- Administration publique
- Analyse et politique économique
- Comptabilité - contrôle - audit
- Contrôle de gestion et audit organisationnel
- Droit
- Droit administratif
- Droit bancaire et financier
- Droit civil
- Droit comparé
- Droit constitutionnel
- Droit de l'économie
- Droit de l'entreprise
- Droit de l'environnement et de l'urbanisme
- Droit de l'immobilier
- Droit de la propriété intellectuelle
- Droit de la santé
- Droit des affaires
- Droit des assurances
- Droit des collectivités territoriales
- Droit des libertés
- Droit du numérique
- Droit du patrimoine
- Droit européen
- Droit fiscal
- Droit international
- Droit notarial
- Droit pénal et sciences criminelles
- Droit privé
- Droit public
- Droit public des affaires
- Droit social
- Économétrie, statistiques
- Économie
- Économie appliquée
- Économie de l'entreprise et des marchés
- Économie de l'environnement, de l'énergie et des transports
- Économie de la santé
- Économie des organisations
- Économie du développement
- Économie du droit
- Économie du travail et des ressources humaines
- Économie et management publics
- Économie industrielle et des réseaux
- Économie internationale
- Économie sociale et solidaire
- Entrepreneuriat et management de projets
- Finance
- Finances publiques
- Gestion de patrimoine
- Gestion de production, logistique, achats
- Gestion des ressources humaines
- Histoire du droit et des institutions
- Innovation, entreprise et société
- Intelligence économique
- Justice, procès et procédures
- Management
- Management de l'innovation
- Management des PME-PMI
- Management des systèmes d'information
- Management et administration des entreprises
- Management et commerce international
- Management public
- Management sectoriel
- Management stratégique
- Marketing, vente
- Monnaie, banque, finance, assurance
- Politiques comparées
- Politiques publiques
- Relations internationales
- Sciences économiques et sociales
- Science politique

### Mentions de masters en sciences humaines et sociales
- Anthropologie
- Architecture, urbanisme, paysage
- Archives
- Archéologie, sciences pour l'archéologie
- Civilisations, cultures et sociétés
- Communication des organisations
- Communication publique et politique
- Communication, publicité
- Conservation-restauration des biens culturels
- Culture et communication
- Démographie
- Épistémologie, histoire des sciences et des techniques
- Ergonomie
- Éthique
- Ethnologie
- Études du développement
- Études européennes et internationales
- Études sur le genre
- Géographie
- Géographie, aménagement, environnement et développement
- Géomatique
- Géopolitique
- Gestion des territoires et développement local
- Histoire
- Histoire de l'art
- Histoire de la philosophie
- Histoire, civilisations, patrimoine
- Humanités
- Humanités numériques
- Information, communication
- Information, documentation
- Intervention et développement social
- Journalisme
- Logique
- Métiers de l'enseignement, de l'éducation et de la formation
- Mondes anciens
- Mondes contemporains
- Mondes médiévaux
- Mondes modernes
- Philosophie
- Psychanalyse
- Psychologie
- Psychologie : psychopathologie clinique psychanalytique
- Psychologie clinique, psychopathologie et psychologie de la santé
- Psychologie de l'éducation et de la formation
- Psychologie sociale, du travail et des organisations
- Sciences cognitives
- Sciences de l'éducation
- Sciences de l'information et des bibliothèques
- Sciences des religions et sociétés
- Sciences sociales
- Sociologie
- Théologie catholique (Bas-Rhin, Haut-Rhin et Moselle)
- Théologie protestante (Bas-Rhin, Haut-Rhin et Moselle)
- Tourisme
- Transport, mobilités, réseaux
- Urbanisme et aménagement
- Ville et environnements urbains

### Mentions de masters en sciences, technologies, santé
- Acoustique
- Aéronautique et espace
- Agrosciences, environnement, territoires, paysage, forêt
- Archéologie, sciences pour l'archéologie
- Astrophysique, astronomie, planétologie
- Automatique, robotique
- Bio-géosciences
- Bio-informatique
- Biochimie, biologie moléculaire
- Biodiversité, écologie et évolution
- Biologie
- Biologie, agrosciences
- Biologie du développement
- Biologie intégrative et physiologie
- Biologie moléculaire et cellulaire
- Biologie-santé
- Biologie structurale, génomique
- Biologie végétale
- Biomécanique
- Biotechnologies
- Calcul haute performance, simulation
- Chimie
- Chimie et sciences des matériaux
- Chimie et sciences du vivant
- Chimie moléculaire
- Chimie physique et analytique
- Didactique des sciences
- Électronique, énergie électrique, automatique
- Énergétique, thermique
- Énergie
- Éthologie
- Génétique
- Génie civil
- Génie des procédés et des bio-procédés
- Génie industriel
- Génie mécanique
- Géoressources, géorisques, géotechnique
- Gestion de l'environnement
- Immunologie
- Information et médiation scientifique et technique
- Informatique
- Ingénierie de conception
- Ingénierie de l'image, ingénierie du son
- Ingénierie de la santé
- Ingénierie des systèmes complexes
- Ingénierie nucléaire
- Instrumentation, mesure, métrologie
- Mathématiques
- Mathématiques appliquées, statistique
- Mathématiques et applications
- Mathématiques et informatique appliquées aux sciences humaines et sociales
- Mécanique
- Méthodes informatiques appliquées à la gestion des entreprises
- Microbiologie
- Nanosciences et nanotechnologies
- Neurosciences
- Nutrition et sciences des aliments
- Optique, image, vision, multimédia
- Pharmacologie
- Physique
- Physique appliquée et ingénierie physique
- Physique du vivant
- Physique fondamentale et applications
- Qualité, hygiène, sécurité
- Réseaux et télécommunication
- Risques et environnement
- Santé
- Santé publique
- Sciences cognitives
- Sciences de l'eau
- Sciences de l'océan, de l'atmosphère et du climat
- Sciences de la matière
- Sciences de la mer
- Sciences de la Terre et des planètes, environnement
- Sciences du médicament et des produits de santé
- Sciences du vivant
- Sciences et génie des matériaux
- Sciences et techniques des activités physiques et sportives
- Sciences et technologie de l'agriculture, de l'alimentation et de l'environnement
- Toxicologie et éco-toxicologie
- Traitement du signal et des images

## Sélection en master
La question de la sélection des étudiants au diplôme national de master (en première ou deuxième année) a fait l’objet d'âpres débats. Le Conseil d’État avait jugé illégale la sélection en février 2016,. Un décret publié en mai 2016 avait dressé une liste - limitative - des 40 % de masters autorisés à sélectionner en 2e année, mais il n'avait pas empêché de nouveaux recours en justice. En décembre 2016, une loi instaure alors finalement la sélection à l'entrée de la première année, dès 2017,,.
L'ensemble des masters français est visible sur la plateforme du Ministère, monmaster.gouv.fr. Pour accéder au diplôme national de master, les étudiants doivent posséder le diplôme national conférant le grade de licence dans un domaine compatible avec celui du diplôme national de master, ou le cas échéant passer une procédure de validation des acquis. Le diplôme de master est accessible aux étudiants après un dépôt de candidature (CV, lettre de motivation, relevés de notes, lettres de recommandation, expériences professionnelles et stages...), suivi, éventuellement après entretiens et épreuves complémentaires, d'un avis favorable de la commission chargée du master en question : l'accès est donc sélectif à l'entrée de la 1re année de master. Il n'y a plus de sélection à l'entrée de la 2e année (sauf pour les candidats extérieurs), seuls les étudiants n'ayant pas satisfait aux exigences de 1re année n'accèdent pas en 2e année.
Toutefois, les titulaires d'une licence obtenue récemment et qui ne seraient acceptés dans aucun master peuvent solliciter le rectorat dans des conditions très strictes pour tenter d'obtenir une proposition d'inscription alternative. Cela a concerné 3 300 étudiants à la rentrée 2017, dont 735 ont pu trouver une place. Le code de l'éducation fixe une liste générale des compatibilités des mentions du diplôme national de licence avec les mentions du diplôme national de master. Les recteurs d'académies et les universités s'appuient sur cette liste pour donner une admission aux étudiants souhaitant poursuivre leurs études.

## Titre et grade de master
Le grade de master est conféré par l’État aux titulaires du diplôme national de master. Il est également conféré par l’État aux titulaires de diplômes de certains établissements, après une évaluation nationale périodique. Un cahier des charges définissant les critères pris en compte lors de l'examen d'une demande visant à ce qu'un diplôme confère le grade universitaire de master est publié en 2014 et actualisé en 2020. Les diplômes décernés sont :
- diplôme d'études approfondies[36] ;
- diplôme d'études supérieures spécialisées[36] ;
- diplôme d’ingénieur[36] ;
- les diplômes de santé[36],[37] :
  - diplôme de formation approfondie en sciences médicales (à compter de 2016) ;
  - diplôme de formation approfondie en sciences pharmaceutiques (à compter de 2015) ;
  - diplôme de formation approfondie en sciences odontologiques (à compter de 2015) ;
  - diplôme d’État de sage-femme (à compter de 2015) ;
  - certificat de capacité d'orthophoniste (à compter de 2018) ;
  - diplôme d’État d’infirmier en pratique avancée ;
  - diplôme d'État d'infirmier de bloc opératoire (à compter de 2023).
  - diplôme d’État d'infirmier anesthésiste (à compter de 2014 ;
  - diplôme d'État de masseur-kinésithérapeute (à compter de 2021)[37] ;
- diplôme supérieur de comptabilité et de gestion (à compter de 2010[38]) ;
- diplôme d’État d’architecte[39].
- diplôme des Instituts d’études politiques[36] ;
- diplômes propres de l’université Paris-Dauphine, des écoles normales supérieures et de l’École nationale supérieure Louis-Lumière[36],[40] ;
- diplômes « programme Grande École » des écoles de commerces spécialement habilitées par la CEFDG[41] ;
- diplôme d’études fondamentales vétérinaires[42] ;
- diplôme national d'œnologue à compter de 2022[36] ;
- diplôme national supérieur d'arts plastiques[43] ;
- diplômes de créateur industriel et de designer textile de l'École nationale supérieure de création industrielle[44] ;
- diplôme de l’École nationale supérieure des arts décoratifs[45] ;
- diplôme national supérieur d'expression plastique[46] ;
- diplômes de deuxième cycle supérieur du Conservatoire national supérieur de musique et de danse de Lyon[47] ;
- diplômes de deuxième cycle supérieur du Conservatoire national supérieur de musique et de danse de Paris[48],[49] ;
- diplôme de l’école spéciale militaire de Saint-Cyr[50] ;
- diplôme d’études supérieures appliquées de l’école nationale supérieure du pétrole et des moteurs[51] ;
- diplôme de management et contrôle du trafic aérien et diplôme d’ingénierie des systèmes électroniques de la sécurité aérienne de l’école nationale de l'aviation civile[52].